# Marianne Reiter
Marianne Reiter (...) è una sciatrice alpina austriaca paralimpica, che ha rappresentato il suo paese nello sci alpino alle Paralimpiadi invernali del 1984 a Innsbruck, in Austria, dove ha vinto un oro e un argento.

## Carriera
Ha vinto la medaglia d'oro nella gara di slalom speciale femminile LW2 ai Giochi paralimpici di Insbruck, nel 1984, con il tempo di 1:29.43, posizionandosi davanti a Christine Winkler	in 1:32.12 e 
Bonnie St. John	con 1:32.48
Nella stessa competizione, in discesa libera si è classificata seconda, risultando vincitrice della medaglia d'argento con un tempo di 1:18.38; prima la connazionale Christine Winkler in 1:17.66 e terza la canadese Lynda Chyzyk con 1:20.28.

## Palmarès

### Paralimpiadi
- 2 medaglie:
  - 1 oro (slalom speciale LW2 a Innsbruck 1984)
  - 1 argento (discesa libera LW2 a Innsbruck 1984)